# Mitch Lucker
Mitch Lucker, de son vrai nom Mitchell Adam Lucker né le 20 octobre 1984 à Riverside, Californie, et mort le 1er novembre 2012 à Orange, Californie, était un chanteur américain. Il fut le chanteur du groupe de deathcore américain Suicide Silence de 2002 à sa mort en 2012. Il a enregistré avec le groupe trois albums sous le label Century Media Records. Il est une référence dans le domaine du scream par son scream aigu.
Le 1er novembre 2012, Mitch Lucker trouve la mort dans un accident de moto. Le groupe poste un statut officiel sur Facebook pour annoncer sa mort :
« There's no easy way to say this. Mitch passed away earlier this morning from injuries sustained during a motorcycle accident. This is completely devastating to all of us and we offer our deepest condolences to his family. He will be forever in our hearts. R.I.P. Mitchell Adam Lucker - We Love You Brother. »
« Il n'y a pas de moyen facile de le dire. Mitch est décédé plus tôt ce matin de blessures subies lors d'un accident de moto. Ceci est tout à fait dévastateur pour nous tous et nous offrons nos plus sincères condoléances à sa famille. Il sera toujours dans nos cœurs. R.I.P. Mitchell Adam Lucker - Nous t'aimons notre frère. »
Selon un communiqué publié par la police, le chanteur de 28 ans a perdu le contrôle de sa Harley-Davidson noire à Huntington Beach vers 20h55 le mercredi soir et a heurté un lampadaire. Il est mort jeudi matin de ses blessures au centre médical de l'Université de Californie à Irvine.
Toujours d'après les forces de l'ordre, le musicien, qui résidait à Huntington Beach, a été éjecté de sa moto qui a continué à rouler vers le sud avant de s'écraser contre une camionnette Nissan. Les deux passagers de ce véhicule, tout comme les enfants déguisés qui se trouvaient aux alentours en ce soir d'Halloween n'ont pas été blessés. Il n'avait consommé ni alcool ni drogue au moment de l'accident, selon l'autopsie.

## Discographie
Avec Suicide Silence
- 2007 - The Cleansing
- 2009 - No Time To Bleed
- 2011 - The Black Crown